# Le Gentilhomme en rose
Le Gentilhomme en rose ou Le  Chevalier en rose  (en italien,  il Cavaliere in rosa) est un portrait en pied peint par Giovanni Battista Moroni. Le nom complet de l'œuvre est
(en italien,  Ritratto di Gian Gerolamo Grumelli detto il Cavaliere in rosa).
Cette huile sur toile (216 × 123 cm) datée de 1560 environ se trouve à la  Fondazione Museo di Palazzo Moroni de Bergame. 

## Histoire
Le tableau fait partie de la collection privée Lucretia Moroni de la Fondazione Museo di Palazzo Moroni à Bergame. L'œuvre a été présentée à la Royal Academy of Arts en 2014-2015.

## Description
Il s'agit du portrait de Gian Gerolamo Grumelli alors âgé de 24 ans, un noble de la ville d'Albino, la ville natale du peintre. Le sujet est peint en pied en grandeur nature, vêtu à la mode espagnole de l'époque et la main à l'épée. La teinte rose saumon inhabituelle de sa tunique, ses joues rouges et son regard de biais se détachent sur le fond gris d'un décor antique partiellement en ruine.  Le tableau est daté et signé  Jo. Bap. Moronus p. MDLX.
Une inscription en espagnol sur un des bas-reliefs,  MAS EL ÇAGUERO QUE EL PRIMERO qui signifie « mieux la dernière que la première » contraste avec le contexte italien (bergamasque) de l'œuvre. Il s'agirait d'une marque hispanophile à une époque ou Albino est sous l'influence du duché de Milan alors gouverné par l'Espagne.

## Autres
Cette œuvre est connue internationalement sous de noms divers dont :
- en italien,  il Cavaliere in rosa
- en anglais,  Portrait of Gian Gerolamo Grumelli,  The Man in red,  The Man in pink,  The Cavaliere in red,  The Cavaliere in pink,  The Knight in pink